# Храм Александра Невского (Хаапсалу)
Александро-Невская православная церковь, также кладбищенский храм святого благоверного князя Александра Невского (эст. Haapsalu Nevski õigeusu kirik; Neeva Vaga Õigeusulise Suurvürsti Aleksandri kirik) — приходская церковь Таллинской епархии Эстонской православной церкви Московского патриархата, расположенная на старом кладбище Хаапсалу, памятник архитектуры.

## История
В 1896 году на старом кладбище Хаапсалу была построена часовня, освященная в честь святого благоверного князя Александра Невского. Часовня освящена 6 июля 1897 года. Перестроена в церковь по проекту архитектора Красовского в 1899—1900 годах, добавлен алтарь и колокольня. Пожертвования на строительство храма внесли многие дворяне и деятели культуры, в том числе Алексей Векшин, купец и владелец рудников. Кладбищенская церковь использовалась как место богослужения в холодную погоду и как церковь для отпеваний круглый год.

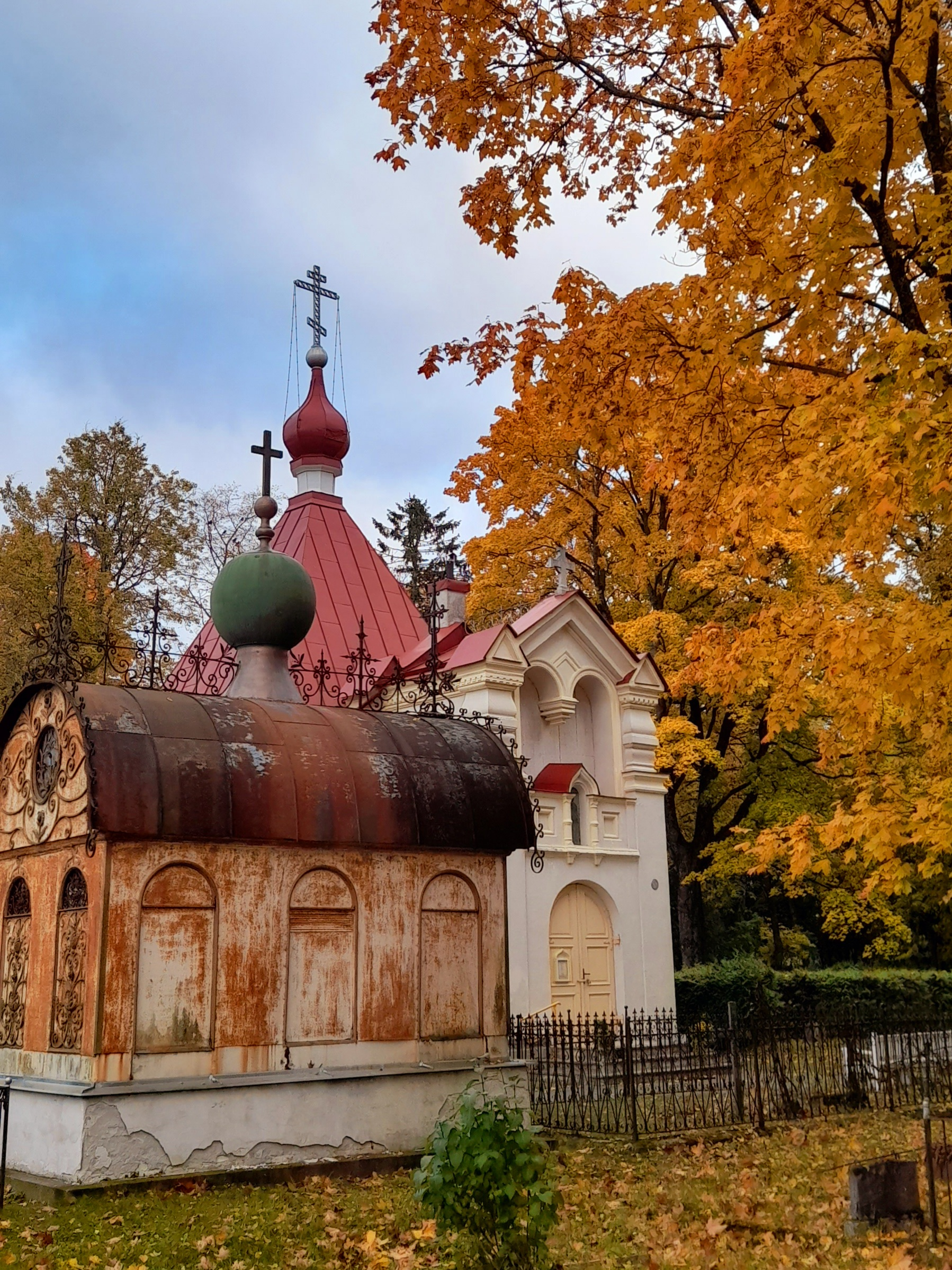
Храм осенью 2021 года

В 50-х годах XX века при настоятеле священнике Вячеславе Якобсе в храме провели освещение и установили печь. Стало возможным совершать богослужения в этом храме в зимний период.
В 1962 году, когда по советским законам нельзя было иметь приписные храмы, Александро-Невскую церковь закрыли, а имущество передали в Покровский храм города Кивиыли.
В 1964 году закрыли церковь Марии Магдалины, но приход получил в пользование Александро-Невский храм. Соответствующий договор был подписан между Хаапсалуским городским исполнительным комитетом и приходом. Переселение произошло в августе-сентябре 1964 года. Так как церковь за два года простоя пострадала, была проведена быстрая внутренняя реставрация, в ходе которой были восстановлены потолочные росписи.
С этого времени приход получил двойное название — приход Марии Магдалины — Александро-Невский.
В 1994 году приход разделился на сторонников Московского и Константинопольского патриархатов. С этого времени в Магдалининской церкви — приход Константинопольского патриархата, а в Александро-Невской — Московского.
4 августа 2001 года после капитального ремонта алтаря Александро-Невскую церковь освятил архиерейским чином митрополит Корнилий.
Архивы прихода (метрика и хроника) находятся в Тартуском историческом архиве, архив ф.1884.
При инспектировании 6 июля 2024 года состояние храма признано удовлетворительным.

## Внешние ссылки
- Сайт церкви
- Панорамы храма (снаружи и изнутри)